# مسجد الأصحاب
مسجد الأصحاب (بالصينية: 清淨寺، بالإنجليزية: Qingjing Mosque)، وترجمته بالعربية «مسجد السلام والسكينة»، كما يُنسب إلى المدينة لذا يُطلق عليه مسجد تشوانتشو، ويعرف خطأ باسم مسجد تشينغجينغ. يقع المسجد في مدينة تشوانتشو في مقاطعة فوجيان جنوب شرق الصين، يقع المسجد في شارع تومين .

## التاريخ
شيد مسجد الأصحاب في عام 1009، وهو مسجد مبني على الطراز والعمارة العربية، ويعد تصميم المسجد العربي الأقدم من نوعه في الصين، تبلغ مساحة المسجد حوالي 2,500 متر مربع (27,000 قدم مربعة) .
يذكر الدكتور حماده هجرس في دراسته عن المسجد " أن المسجد يعد ثاني أقدم المساجد في الصين، حيث ترجع عمارته الأولى إلى عصر أسرة سونج وذلك عام 400ھ/1009-1010م؛ إلا أن عمارته الحالية –وفقًا للنقوش التأسيسية المحفوظة بالمسجد- تعود إلى عام 710ھ/1310م خلال عصر أحد أباطرة أسرة يوان المغولية وهو الإمبراطور كولوج خان المعروف ب وو زونج (武宗-Wǔzōng) (1307-1311م) وذلك على يد أحد التجار وهو أحمد بن محمد القدسي المعروف بـ ركن حاجي الشيرازي".
كما يذكر هجرس أن مسجد الأصحاب ليس مسجد تشينغجينغ، وأن الاسمان لمسجدين مختلفين؛ حيث أن مسجد تشينغجينغ بني على يد أحد تجار سيراف وهو نجيب مظهر الدين وذلك عام 252هجربة 1131 ميلادي عند البوابة الجنوبية للمدينة، ولكنه تدمر في أواخر عصر سلالة يوان، ومن ثم نقلت لوحته التأسيسية إلى مسجد الأصحاب.

## العمارة
بنيت العديد من المساجد والجوامع الكبيرة في فترة حكم سلالة سونغ على فن وعمارة النمط العربي في المدن الساحلية من الصين ومسجد الأصحاب أحدها، ويرجع ذلك بسبب تكون الكثير من مجتمعات التجار العرب الذين يعيشون فيها.
يطل بيت الصلاة على الشارع مباشرة عبر ثمانية نوافذ غير معقودة، وهو الأمر الذي لم يظهر في معظم المساجد الصينية والتي كانت عادة ما تكون محددة بأسوار مرتفعة تعزلها عن الخارج. نصل إلى بيت الصلاة عبر مدخل معقود بالواجهة الجنوبية الغربية مقام على منصة حجرية يتقدمها ستة درجات. يشغل بيت الصلاة مساحة مستطيلة طولها 36‚24م وعرضها 53‚19م، يتخللها اثنتي عشرة قاعدة حجرية نظمت في ثلاثة صفوف موازية لجدار القبلة. ويتقدم المساحة مقصورة المحراب في الجهة الغربية وهي عبارة عن مساحة مستطيلة تحتوي على محراب معقود مزخرف بسبعة أشرطة كتابية قرآنية، وتحتوي مساحة الصلاة على سبعة من الدخلات المعقودة التي تتضمن آيات قرآنية كتبت بخط الثلث. يحتوي المسجد على نقوش وألواح تذكارية ترصد إعمار المسجد خلال عصر أسرة يوان وكذلك عصر أسرة مينج.

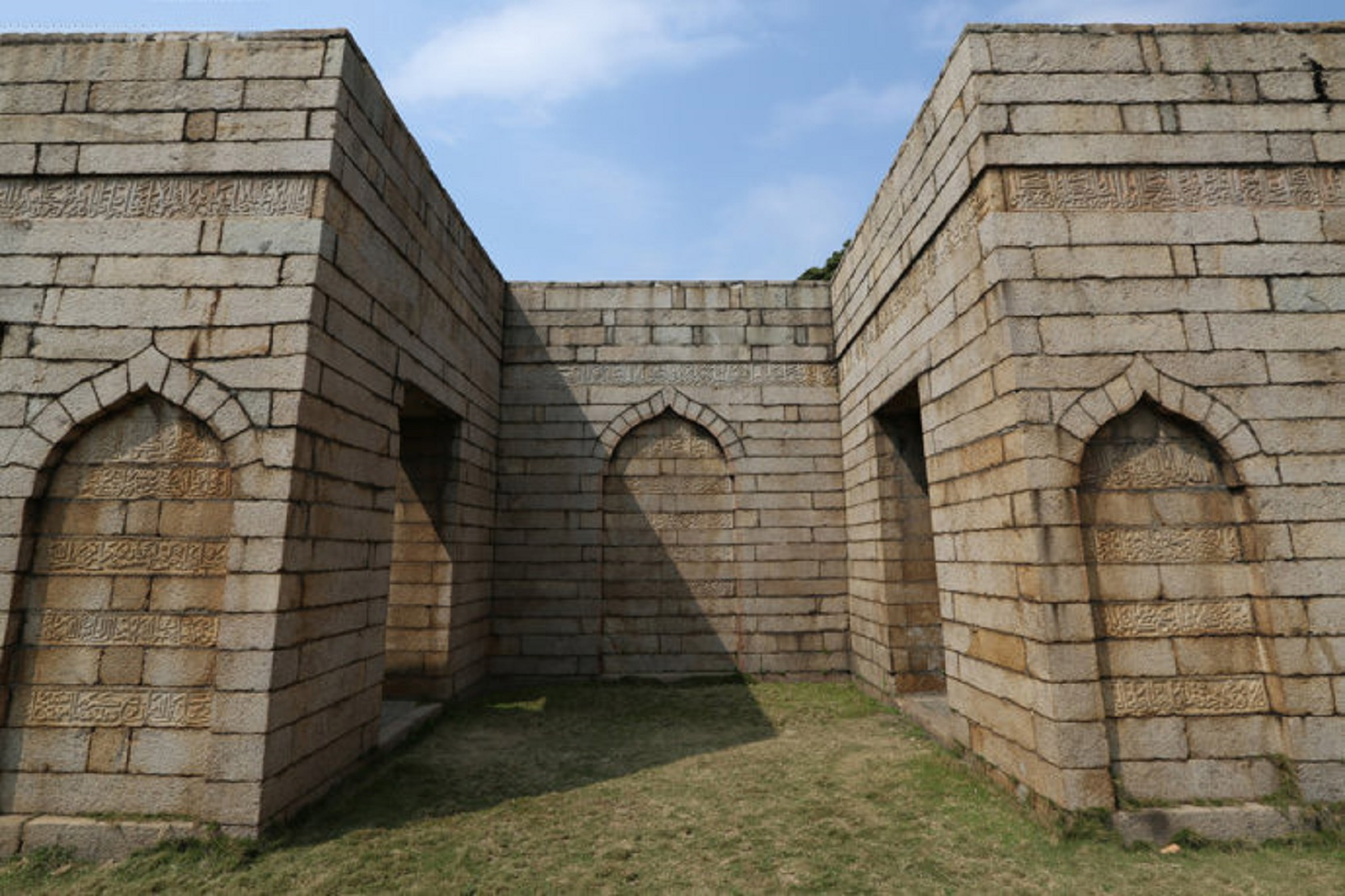
مقصورة محراب المسجد

ويضم المسجد عديد اللوحات التذكارية والنقوش الاثرية التاريخية التي سيطرت عليها اللغة العربية بأنماط عديدة مثل الخطين الكوفي والثلث.

## وصلات خارجية
- عن مسجد الأصحاب
- صور مسجد الأصحاب